# Вульфхильда Норвежская
Вульфхильда Норвежская (Ульвхильда; др.-сканд. Úlfhildr Ólafsdóttir, англ. Wulfhild of Norway; 1020 — 24 мая 1071) — норвежская принцесса, в замужестве — герцогиня Саксонии (1059—1071).

## Биография
Вульфхильда родилась в 1020 году и была единственным законным ребёнком короля Норвегии Олава II и его жены Астрид Олафсдоттир из Швеции. Её незаконнорожденным сводным братом был Магнус Добрый. Вероятно она родилась и выросла в Сарпсборге.
В 1028 году она сопровождала своих родителей в Вестланн, а в 1029 году она отправилась с ними из Норвегии в Швецию. Не ясно, сопровождала ли она отца и брата в поездке на Русь или осталась в Швеции со своей матерью, но она жила в Швеции в промежутке между смертью своего отца в 1030 году и до своего возвращения с братом Магнусом в Норвегию в 1035 году, когда он стал королём. Вульфхильда описывается как красивая девушка, и считается, что она очень почиталась, будучи единственным законным ребёнком своего канонизированного отца.
10 ноября 1042 года она вышла замуж за Ордульфа, сына герцога Саксонии Бернхарда II. Этот брак должен был укрепить союз между Саксонией и Данией; её брат ожидал поддержки мужа сестры, чтобы укрепить своё положение в Дании, сражаясь с вендами. Свадьба состоялась в Шлезвиге во время политических переговоров, в которых участвовали архиепископы Шлезвига и Бремена. Её муж оставался верен альянсу, однако о жизни Вульфхильды в браке ничего не известно.
У Вульфхильды и Ордульфа был сын герцог Саксонии Магнус.